# Ратнича (река)
Ратнича (лит. Ratnyčia), также Ратничеле (лит. Ratnyčėlė), Ратничя-Кусенка — река в Литве и Беларуси, правый приток Немана. Протекает по курортной местности. Извилиста. Длина реки составляет около 30 (по другим данным — 33) километров, а площадь её водосборного бассейна — приблизительно 185 км².
Река берёт начало на территории Варенского района Литвы в Шкляряйском болоте; течёт на юго-запад через озеро Дуб, далее на протяжении 7 километров течёт по белорусской территории (Гродненский район), где носит название Кусенка. Повернув на север, возвращается в Литву (Друскининкайское самоуправление) и протекает через озеро Латежярис. Миновав озеро, течёт преимущественно на запад и впадает в Неман в черте города Друскининкай. В XIII веке в месте слияния рек располагался замок.